# Isoperla sowerbyi
Isoperla sowerbyi är en bäcksländeart som beskrevs av Wu, C.F. och Peter Walter Claassen 1934. Isoperla sowerbyi ingår i släktet Isoperla och familjen rovbäcksländor. Inga underarter finns listade i Catalogue of Life.